# Roni Remme
Veronica „Roni” Remme (ur. 14 lutego 1996) – kanadyjska narciarka alpejska, srebrna medalistka igrzysk olimpijskich młodzieży.

## Kariera
Po raz pierwszy na arenie międzynarodowej pojawiła się 10 grudnia 2011 roku w Saint-Côme, gdzie w zawodach FIS Race była siódma w slalomie. W 2012 roku wystartowała na igrzyskach olimpijskich młodzieży w Innsbrucku, gdzie zdobyła srebrny medal w tej konkurencji. Dwa lata później brała udział w mistrzostwach świata juniorów w Jasnej, jednak plasowała się poza czołową trzydziestką. Wystąpiła także podczas mistrzostw świata juniorów w Hafjell w 2015 roku, gdzie była między innymi dziesiąta w slalomie.
W zawodach Pucharu Świata zadebiutowała 1 grudnia 2017 roku w Lake Louise, gdzie zajęła 46. miejsce w zjeździe. Pierwsze pucharowe punkty wywalczyła 4 tygodnie później, 28 grudnia 2017 roku w Lienzu, zajmując 26. miejsce w tej samej konkurencji. Na podium zawodów tego cyklu pierwszy raz stanęła 24 lutego 2019 roku w Crans-Montana, gdzie rywalizację w superkombinacji ukończyła na drugiej pozycji. Uplasowała się tam między Włoszką Federicą Brignone i Wendy Holdener ze Szwajcarii.
W 2018 roku wystąpiła na igrzyskach olimpijskich w Pjongczangu, gdzie jej najlepszym wynikiem było 23. miejsce w zjeździe. Była też piąta w kombinacji podczas mistrzostw świata w Åre w 2019 roku.

## Osiągnięcia

### Igrzyska olimpijskie
| Miejsce | Dzień     | Rok  | Miejscowość | Konkurencja     | Czas biegu | Strata | Zwyciężczyni     |
| ------- | --------- | ---- | ----------- | --------------- | ---------- | ------ | ---------------- |
| 27.     | 16 lutego | 2018 | Pjongczang  | Slalom          | 1:38,63    | +4,98  | Frida Hansdotter |
| 37.     | 17 lutego | 2018 | Pjongczang  | Supergigant     | 1:21,11    | +4,79  | Ester Ledecká    |
| 23.     | 21 lutego | 2018 | Pjongczang  | Zjazd           | 1:39,22    | +3,58  | Sofia Goggia     |
| DNF1    | 22 lutego | 2018 | Pjongczang  | Superkombinacja | 2:20,90    | –      | Michelle Gisin   |
| 24.     | 11 lutego | 2022 | Pekin       | Supergigant     | 1:13,51    | +2,27  | Lara Gut-Behrami |
| 24.     | 15 lutego | 2022 | Pekin       | Zjazd           | 1:31,87    | +3,49  | Corinne Suter    |
| DNF1    | 17 lutego | 2022 | Pekin       | Superkombinacja | 2:25,67    | –      | Michelle Gisin   |

### Mistrzostwa świata
| Miejsce | Dzień     | Rok  | Miejscowość | Konkurencja | Czas biegu | Strata | Zwyciężczyni     |
| ------- | --------- | ---- | ----------- | ----------- | ---------- | ------ | ---------------- |
| DNS     | 5 lutego  | 2019 | Åre         | Supergigant | 1:04,89    | –      | Mikaela Shiffrin |
| 5.      | 8 lutego  | 2019 | Åre         | Kombinacja  | 2:02,13    | +1,13  | Wendy Holdener   |
| 28.     | 10 lutego | 2019 | Åre         | Zjazd       | 1:01,74    | +2,09  | Ilka Štuhec      |
| 12.     | 16 lutego | 2019 | Åre         | Slalom      | 1:57,05    | +4,33  | Mikaela Shiffrin |

### Mistrzostwa świata juniorów
| Miejsce | Dzień     | Rok  | Miejscowość | Konkurencja     | Czas biegu | Strata | Zwyciężczyni        |
| ------- | --------- | ---- | ----------- | --------------- | ---------- | ------ | ------------------- |
| DNF2    | 27 lutego | 2014 | Jasná       | Gigant          | 1:52,86    | –      | Marta Bassino       |
| DNF1    | 28 lutego | 2014 | Jasná       | Slalom          | 1:36,09    | –      | Petra Vlhová        |
| 66.     | 3 marca   | 2014 | Jasná       | Supergigant     | 1:14,71    | +4,84  | Corinne Suter       |
| 34.     | 3 marca   | 2014 | Jasná       | Superkombinacja | 2:11,34    | +5,59  | Elisabeth Kappauer  |
| 33.     | 5 marca   | 2014 | Jasná       | Zjazd           | 1:24,19    | +3,59  | Corinne Suter       |
| DNF2    | 7 marca   | 2015 | Hafjell     | Gigant          | 2:25,14    | –      | Nina Ortlieb        |
| 10.     | 9 marca   | 2015 | Hafjell     | Slalom          | 1:43,54    | +1,60  | Paula Moltzan       |
| 49.     | 10 marca  | 2015 | Hafjell     | Supergigant     | 1:23,81    | +5,09  | Federica Sosio      |
| 35.     | 10 marca  | 2015 | Hafjell     | Superkombinacja | 2:08,54    | +5,97  | Rahel Kopp          |
| 33.     | 13 marca  | 2015 | Hafjell     | Zjazd           | 2:25,14    | +3,22  | Mina Fürst Holtmann |

### Puchar Świata

#### Miejsca w klasyfikacji generalnej
- sezon 2017/2018: 96.
- sezon 2018/2019: 41.
- sezon 2019/2020: 53.
- sezon 2021/2022: 96.

#### Miejsca na podium w zawodach
1. Crans-Montana – 24 lutego 2019 (superkombinacja) – 2. miejsce